# Sueyoshi Rui
Sueyoshi Rui (sinh ngày 26 tháng 7 năm 1996) là một cầu thủ bóng đá người Nhật Bản.

## Sự nghiệp câu lạc bộ
Sueyoshi Rui hiện đang chơi cho Montedio Yamagata.